# Mariendals Pastorat
Mariendals Pastorat er et pastorat i Frederiksberg Provsti, Frederiksberg Kommune, Københavns Stift med ét sogn, Mariendals Sogn med én kirke: Mariendal Kirke med 3 sognepræster. Sognet er udskilt fra Sankt Thomas Sogn i 1905.
I Mariendals Pastorat findes følgende autoriserede stednavne:
- Bispeengbuen
- Fuglebakken
- Mariendal